# 斐理斯三世
教宗聖斐利三世（拉丁語：Sanctus Felix PP. III）於483年3月13日－492年2月25日或492年3月1日在位為教宗。

## 稱號
事實上依照天主教官方的教宗年譜，「斐利三世」應當是斐利二世。然而在教宗利伯略因支持亞歷山卓主教亚他那修而遭到羅馬皇帝君士坦提烏斯二世流放的兩年期間，曾有位教士以斐理斯二世之稱號自命教宗，並在利伯略回歸後被驅除。這導致在斐利三世就任時誤稱自己為「三世」。

## 譯名列表
- 见教宗斐理斯一世